# Chinatown (Los Ángeles)
Chinatown o New Chinatown es un barrio chino ubicado en la ciudad de Los Ángeles en el condado de Los Ángeles en el estado estadounidense de California.

## Geografía
Chinatown se encuentra en el centro de Los Ángeles y abarca 24 manzanas cuadradas.